# Síndrome de lisis tumoral
El síndrome de lisis tumoral (SLT) es un desequilibrio del metabolismo que se caracteriza por la rápida liberación de potasio, fósforo y ácido nucleico intracelulares en la sangre tras la muerte de las células malignas. Este suceso es más susceptible de ocurrir durante la quimioterapia o la radiación en casos de cáncer hematolinfático. Las características distintivas de este síndrome son: hiperuricemia, hiperpotasemia, hiperfosforemia e hipocalcemia.

## Factores de riesgo
Una variedad de afecciones, procesos de la enfermedad y sus terapias contribuyen a que exista riesgo del síndrome de lisis tumoral. Entre los pacientes expuestos a este síndrome se encuentran aquellos con leucemias agudas y crónicas, linfomas, generalmente de alto grado, y los que presentan enfermedad mieloproliferativa. De forma similar, las personas con tumores abultados o con alta fracción de proliferación, insuficiencia renal preexistente, ácido úrico elevado y filtración glomerular baja presentan mayor riesgo de padecer SLT. 
Este síndrome también se ha presentado en tumores sólidos tales como cáncer pulmonar, cáncer metastásico de mama y melanoma, aunque es menos común que en los tumores malignos hematolinfáticos. Otros factores de riesgos incluyen esplenomegalia, linfadenopatía y leucocitosis. 
En ocasiones, el síndrome de lisis tumoral se observa en pacientes que se han sometido a radioterapia. También puede evolucionar en pacientes que han recibido tratamientos de corticosteroides, terapia hormonal y de modificadores de la respuesta biológica. Otra causa es la intervención quirúrgica que comprende manipulación de la masa tumoral. Los tumores con tasas de proliferación rápida son muy sensibles a la quimioterapia, es decir, las células se destruyen de forma acelerada al inicio del tratamiento.

## Fisiopatología
La degradación de un gran número de células cancerosas induce la liberación de cantidades considerables de purinas de ácido nucleico, que posteriormente se metabolizan en ácido úrico por la xantina oxidasa hepática. Este proceso, a la larga, produce hiperuricemia. La cantidad elevada de ácido úrico supera la capacidad de filtración de los riñones, originando la precipitación de cristales de ácido úrico en los túbulos renales. 

## Complicaciones
La precipitación de ácido úrico en los riñones puede causar insuficiencia renal aguda, en particular si el paciente ya presenta compromiso renal. La insuficiencia renal aguda tiende a causar niveles bajos de calcitriol, que a su vez contribuye a la aparición de hipocalcemia. Los niveles elevados de nitrógeno úrico en la sangre junto con la insuficiencia renal aguda pueden también ocasionar pericarditis, disfunción plaquetaria e inmunodepresión. 
En los casos en que se presenta la lisis celular tumoral masiva, también se libera fosfato y puede inducir niveles séricos elevados con depósitos de fosfato de calcio en los túbulos renales, lo que contribuye en mayor grado a la insuficiencia renal aguda. La hipocalcemia profunda puede ocurrir como consecuencia de la hiperfosforemia, que origina disritmias cardíacas, calambres musculares y tetania. La liberación concurrente de potasio intracelular da lugar a niveles altos de potasio sérico y puede favorecer arritmias cardíacas, incluyendo asistolia. La hiperpotasemia grave puede producir cambios en el electrocardiograma, entre los que se observan ondas T picudas, ondas P aplanadas y un intervalo PR prolongado. La hipocalcemia puede causar un alargamiento del intervalo QT, que predispone a los pacientes a arritmias ventriculares. 
La insuficiencia renal aguda y la liberación de cantidades considerables de ácidos intracelulares endógenos de la degradación celular dan como consecuencia acidemia. La concentración de bicarbonato de sodio sérico en la sangre disminuye y se presenta acidosis hiperclorémica alta. La acidemia puede exacerbar el desequilibrio electrolítico existente e impedir la absorción de potasio en las células. Un ambiente ácido disminuye la solubilidad del ácido úrico y promueve la alteración del fosfato. 

## Signos y síntomas
Los síntomas relacionados con el síndrome de lisis tumoral son, en parte, un reflejo del grado de gravedad de la anormalidad metabólica. La hiperpotasemia puede causar parestesia y debilidad. La hipocalcemia grave puede también originar parestesia y tetania, ansiedad, espasmos carpiano y pedal, así como broncospasmo. 
La uremia producida por la muerte de células tumorales puede dar lugar a molestias tales como fatiga, debilidad, malestar, náusea, vómito, anorexia y sabor a metal. Otros problemas incluyen hipo, irritabilidad neuromuscular, dificultad para concentrarse, prurito, piernas inquietas y equimosis. Al progresar la uremia, puede presentarse parestesia y pericarditis. Asimismo, es posible la aparición de niveles tóxicos de fármacos concurrentes que el riñón metaboliza y excreta. Cuando la insuficiencia renal evoluciona, los pacientes comienzan a manifestar síntomas de sobrecarga de volumen, tales como disnea, estertores pulmonares, edema e hipertensión.

## Evaluación del paciente
Se debe evaluar a todos los pacientes para detectar la presencia de los factores de riesgo antes del inicio del tratamiento. Aquellos pacientes que se encuentran en la fase previa al tratamiento y que ya han dado muestras del síndrome de lisis tumoral agudo deberán recibir tratamiento de inmediato. Si bien no es necesario retrasar el tratamiento activo del cáncer hasta que se hayan corregido todas las anomalías metabólicas, lo ideal es prevenir este síndrome antes de su aparición o tratarlo de forma agresiva en las etapas tempranas para conservar la función orgánica y reducir al mínimo las complicaciones. 
El objetivo de la terapia es prevenir la insuficiencia renal y el desequilibrio electrolítico. Antes del inicio de la terapia, se administra alopurinol y bicarbonato de sodio junto con hidratación enérgica antes y después del tratamiento. Esta hidratación, que incrementa el flujo de orina y su alcalinización, se efectúa con el propósito de aumentar la solubilidad del ácido úrico y prevenir la formación y precipitación de cristales de dicho ácido. 
El alopurinol disminuye los niveles urinarios y séricos de ácido úrico y bloquea la conversión de los precursores de ácido úrico en ácido úrico. La dosis normal de alopurinol es de 600 a 900 mg al día, hasta 500 mg/m2. Se pueden añadir de 50 a 100 mEq de bicarbonato de sodio a cada litro del líquido intravenoso. La alcalinización sistémica se deberá realizar con cuidado, dado el riesgo de aumento de hipocalcemia, debido a la modificación del calcio ionizado a su forma no ionizada. Además, el paciente podrá presentar aumento de la precipitación del fosfato de calcio en los túbulos renales, por lo que se deberán vigilar con atención el pH de la orina y los niveles de bicarbonato sérico y ácido úrico con el fin de evitar la alcalinización excesiva. 
Se deberá evitar la alcalinización urinaria en pacientes con hiperfosforemia. Otros agentes útiles en el manejo de este síndrome incluyen la acetazolamida intravenosa con el fin de disminuir la reabsorción en los túbulos renales proximales, hidróxido de aluminio para ligar el fosfato dietético del intestino delgado y resinas para reducir los niveles de potasio. La hidratación intravenosa deberá iniciarse cuando menos a las 24 horas previas al inicio de la terapia y continuar hasta tres días después de su conclusión. Los tintes intravenosos para estudios radigráficos están contraindicados debido a que pueden bloquear la reabsorción tubular del ácido úrico. Si no se contraindica, se pueden administrar hasta 4 o 5 litros de fluido al día; el objetivo de producción total de orina es 3 litros diarios como mínimo. 

## Atención e intervención clínica
Se deberá efectuar una valoración para detectar la presencia de factores de riesgo previo el inicio de la terapia. Se debe diseñar un programa de atención para cada paciente dirigido a prevenir las complicaciones y detectar éstas de forma temprana. 
- Se iniciará la hidratación intravenosa agresiva de 24 a 48 horas previas al inicio del tratamiento de acuerdo con las indicaciones del médico. Es necesario vigilar al paciente para observar si presenta muestras de desequilibrio en el volumen de fluidos y anomalías electrolíticas. Se deberá valorar de forma rutinaria, en todos los pacientes, la ingesta y la excreción, a veces incluso a cada hora. El pulso, la respiración y la tensión arterial se deberán obtener y analizar cada cuatro u ocho horas, dependiendo de la condición médica del paciente y su historial clínico. Se deben valorar detenidamente los pulmones para detectar cambios y ruidos respiratorios, así como la tasa de respiración que podría ser indicio de sobrecarga de volumen. Los electrolitos séricos se podrán tomar cada 4 a 6 horas durante el periodo crítico inicial. Se efectuarán valoraciones clínicas específicas de rutina para detectar síntomas tempranos del desequilibrio electrolítico. Se requiere informar al médico oportunamente sobre cualquier anomalía en las evaluaciones y análisis de laboratorio.

1. La hiperpotasemia puede causar calambres musculares, debilidad y parestesia. Las molestias gastrointestinales incluyen náusea, diarrea y cólico intestinal.

1. La hipocalcemia puede ocasionar arritmias cardíacas, calambres musculares, crispamiento, tetania, parestesia, confusión y convulsiones. Un signo de Chvostek positivo puede indicar hipocalcemia. Dicho signo se produce al dar un golpe ligero al nervio facial por debajo del proceso cigomático, el crispamiento de los músculos faciales y la contracción del labio superior se consideran signos positivos indicadores de hipocalcemia.

1. La oliguria y azoemia pueden sugerir hiperfosforemia.

- Terapia farmacológica

1. El médico puede recetar diuréticos para mantener o restaurar el flujo urinario. Estos fármacos se deberán administrar de forma prudente, particularmente si el paciente es hipovolémico, ya que pueden originar un aumento en la precipitación del ácido úrico o del fosfato de calcio en los túbulos renales.

1. Se administra alopurinol para prevenir la nefropatía del ácido úrico. Este fármaco puede producir reacciones de hipersensibilidad en algunos pacientes, al igual que fiebre inducida por fármacos, eosinofilia y exantema. No se debe administrar de manera indefinida.

1. El bicarbonato de sodio se puede prescribir para alcalinizar la orina, cuyo pH se debe mantener de 6 a 7. La dosis normal es de 50 a 100 mEq por litro de líquido intravenoso. Si el bicarbonato se administra periféricamente, se debe vigilar con atención la zona de inserción de la intravenosa, ya que la solución puede producir irritación y flebitis. Asimismo, el añadir bicarbonato puede causar incompatibilidad y precipitación de otros aditivos del líquido intravenoso, y es posible que se requiera un segundo sitio para la administración de IV.

- Se debe evitar fármacos que bloqueen la excreción de ácido úrico, en particular probenecid, diuréticos con tiazida, aspirina y tintes de contraste radiográfico. Evitar medicamentos que contengan fosfato o potasio.

- Vigilar detenidamente la presencia de muestras de complicaciones durante el tratamiento y durante al menos las 72 horas posteriores al término de la terapia para prevenir insuficiencia renal y posible daño renal permanente.